# 1970 у літературі

## Нові літературні твори
- «Чайка на ім'я Джонатан Лівінгстон» — повість-притча американського письменника Річарда Баха
- «Малюк» — науково-фантастична повість Аркадія і Бориса Стругацьких
- "Готель «У Загиблого Альпініста» — фантастичний детектив Аркадія і Бориса Стругацьких
- «Пасажир із Франкфурта» — роман Агати Крісті
- «Тау Нуль» — фантастичний роман американського фантаста Пола Андерсона

## Нагороди
- Нобелівська премія з літератури: Олександр Солженіцин — «За моральну силу, з якою він слідував непорушним традиціям російської літератури»
- Букерівська премія: Берніс Рубенс, «Вибраний член»
- Державна премія СРСР: Микола Іванович Дубов за роман «Горе одному»
- Шевченківська премія:
  - Збанацький Юрій Оліферович — за роман «Хвилі»
  - Канівець Володимир Васильович — за роман «Ульянови»
  - Нагнибіда Микола Львович — за цикл віршів «Риси рідного обличчя» у збірці «На полі битви»
- Премія Х'юго: Урсула Ле Гуїн за роман «Ліва рука пітьми»
- Премія Неб'юла: Ларрі Нівен за роман «Світ-кільце»

## Народились
- 21 лютого — Соловей Олег Євгенович, український письменник, критик, літературознавець
- 22 лютого — Карасьов Іван Володимирович, російський письменник, журналіст
- 26 березня — Мартін Макдонах, ірландський драматург та кінорежисер
- 3 квітня — Дітмар Дат, німецький письменник
- 10 травня — Підпалий Андрій Володимирович, український поет, перекладач і літературознавець
- 11 травня — Єва Менассе, австрійська письменниця
- 15 травня — Юдіт Германн, німецька письменниця
- 11 липня — Павло Бондаренко, український письменник, журналіст
- ? серпня — Гонсалу Тавареш, португальський письменник
- 5 серпня — Штепа Вадим Володимирович, російський публіцист, філософ, поет
- 14 жовтня — Руденко Сергій Валерійович, український журналіст і публіцист
- 26 жовтня — Скиба Роман Степанович, український поет
- 17 листопада — Кокотюха Андрій Анатолійович, сучасний український письменник
- 9 грудня — Анна Гавальда, французька письменниця
- ? — Йоанна Фабіцька, польська письменниця, поетеса, фільмознавець, журналістка
- ? Прохасько Юрій Богданович, український літературознавець, есеїст, публіцист, перекладач

## Померли
- 4 січня — Стефанович Олекса Коронатович, український поет, літературний критик
- 2 лютого — Бертран Рассел, британський філософ, логік, математик, громадський діяч, лауреат Нобелівської премії з літератури 1950 року
- 17 лютого — Шмуель Йосеф Аґнон, єврейський письменник, лауреат Нобелівської премії з літератури 1966 року
- 17 лютого — Малишко Андрій Самійлович, український поет, перекладач, літературний критик
- 1 березня — Білль-Білоцерковський Володимир Наумович, радянський драматург і письменник
- 6 березня — Ткаченко Валентина Данилівна, українська поетка
- 13 березня — Лазорський Микола, український письменник, журналіст та географ
- 20 квітня — Пауль Целан, єврейський німецькомовний поет і перекладач
- 25 квітня — Бойко Іван Захарович, український бібліограф, письменник
- 12 травня — Неллі Закс, німецька поетеса єврейського походження, лауреат Нобелівської премії з літератури 1966 року
- 10 липня — Дікк Арнольд, журналіст, письменник
- 6 серпня — Масенко Терень, український журналіст, поет, перекладач
- 1 вересня — Франсуа Моріак, французький письменник, член Французької академії, лауреат Нобелівської премії в галузі літератури 1952 року
- 2 вересня — Сухомлинський Василь Олександрович, український педагог, публіцист, письменник, поет
- 9 вересня — Дрофенко Сергій Петрович, російський поет, журналіст
- 10 вересня — Мельник Володимир Кононович, український російськомовний письменник
- 25 вересня — Еріх Марія Ремарк, німецький письменник
- 28 вересня — Джон Дос Пассос, американський письменник
- 15 жовтня — Вардошвілі Харитон Іванович, грузинський поет, перекладач
- 18 жовтня — Мартін ОʼКайн, ірландський письменник, літературний критик
- 20 листопада — Бабляк Володимир Самійлович, український письменник, журналіст
- 25 листопада — Місіма Юкіо, японський письменник, драматург, актор, політичний діяч
- ? — Водяний Хома Григорович, український педагог, письменник
- ? — Лятуринська Оксана, українська малярка, скульптор і письменниця